# Ostrówek (Hrubieszów)
Pour les articles homonymes, voir Ostrówek.
Ostrówek (prononciation : [ɔsˈtruvɛk]) est un village polonais de la gmina de Trzeszczany dans le powiat de Hrubieszów de la voïvodie de Lublin dans l'est de la Pologne.
Il se situe à environ 20 kilomètres à l'ouest de Hrubieszów (siège du powiat).
Le village compte approximativement une population de 270 habitants.

## Histoire
De 1975 à 1998, le village est attaché administrativement à la voïvodie de Zamość.

Depuis 1999, il fait partie de la voïvodie de Lublin.